# Cale (irmã de Lucas)
Cale (em grego medieval: Καλή; romaniz.: Kalé) foi nobre bizantina dos séculos IX e X.

## Vida

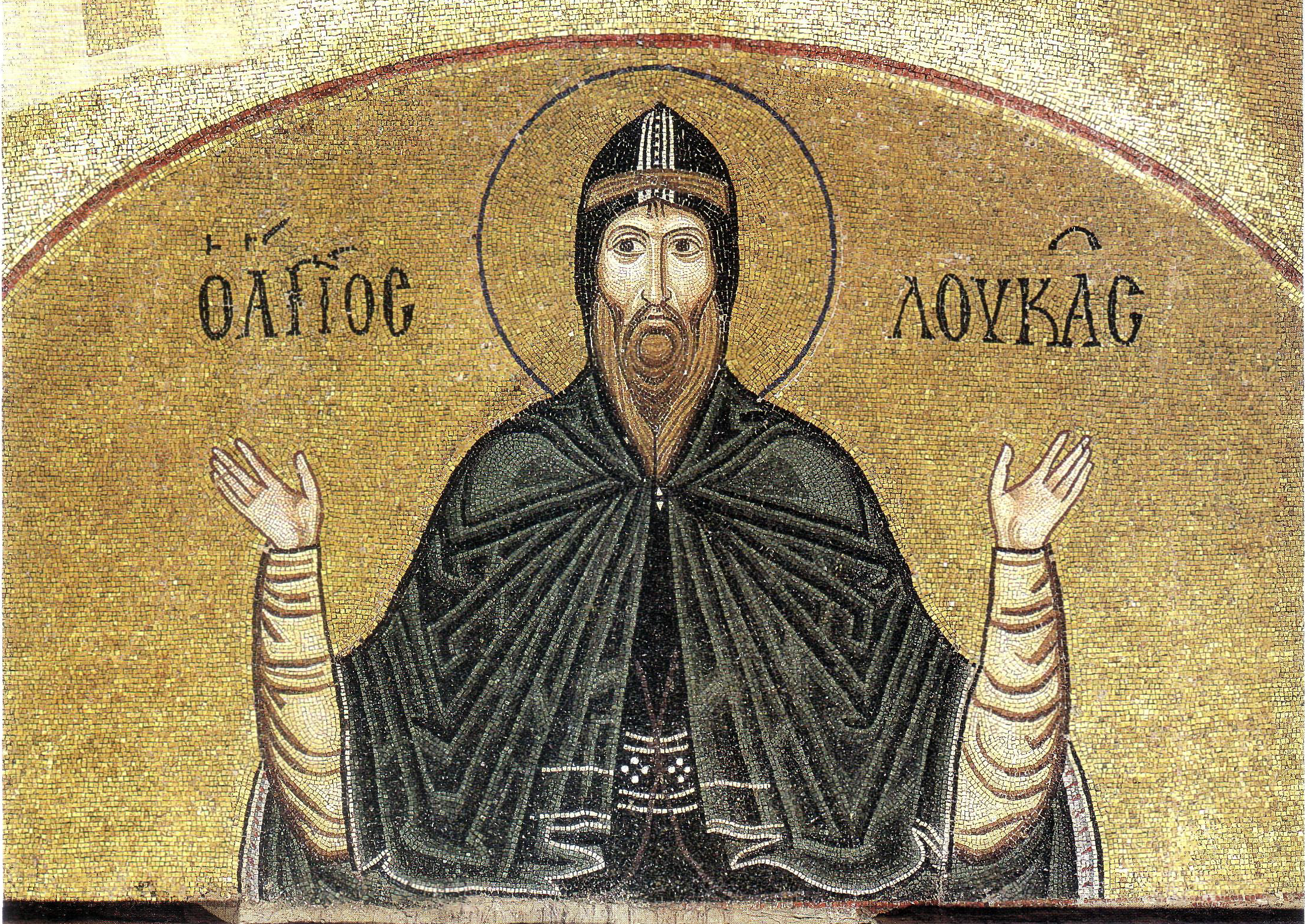
Afresco de Lucas no Mosteiro de São Lucas

Nasceu em Castório, na Beócia, após 890 e era filha Eufrósine e Estêvão e irmã de Teodoro, Maria, Epifânio, Lucas e 2 jovens. Em data incerta, tornou-se freira e acompanhou Lucas por algum tempo em suas práticas ascéticas, tendo testemunhado alguns de seus milagres, como aquele envolvendo um assassino: segundo a vida de Lucas, um homem matou seu companheiro e foi a procura do santo para obter perdão, porém Lucas, ao prever sua chegada, se retirou ao deserto e o homem ficou com Cale e outros seguidores de Lucas por sete dias. Ao retornar, apesar de saber dos crimes do homem, ordenou que confessasse publicamente e depois disso perdoou-o, colocou-o numa penitência de dobrar os joelhos em oração 3 000 vezes em respeito às cerimônias fúnebres às vítimas.
Quando Lucas permaneceu na ilha Ampelo entre 943-946, Cale forneceu pão ao irmão, mas ele não aceitou e disse que ele deveria dá-lo a outras pessoas angustiadas cuja chegada ele antecipou. Se sabe que Cale ainda estava viva à época da confecção da vida de seu irmão, tendo sindo consultada pelo autor, cujo nome é desconhecido, para obtenção de informações da vida do santo. A vida foi escrita nos anos 960 ou 970.